# Gabriel Leyva Solano, Ahome
Gabriel Leyva Solano är en ort i Mexiko.   Den ligger i kommunen Ahome och delstaten Sinaloa, i den västra delen av landet, 1 200 km nordväst om huvudstaden Mexico City. Gabriel Leyva Solano ligger 22 meter över havet och antalet invånare är 1 450.
Terrängen runt Gabriel Leyva Solano är mycket platt. Runt Gabriel Leyva Solano är det ganska tätbefolkat, med 80 invånare per kvadratkilometer. Närmaste större samhälle är Los Mochis, 10,1 km söder om Gabriel Leyva Solano. Trakten runt Gabriel Leyva Solano består till största delen av jordbruksmark.